# Steggoa bisetosa
Steggoa bisetosa är en ringmaskart som beskrevs av Hartmann-Schröder 1962. Steggoa bisetosa ingår i släktet Steggoa och familjen Phyllodocidae. Inga underarter finns listade i Catalogue of Life.